# Covini Engineering

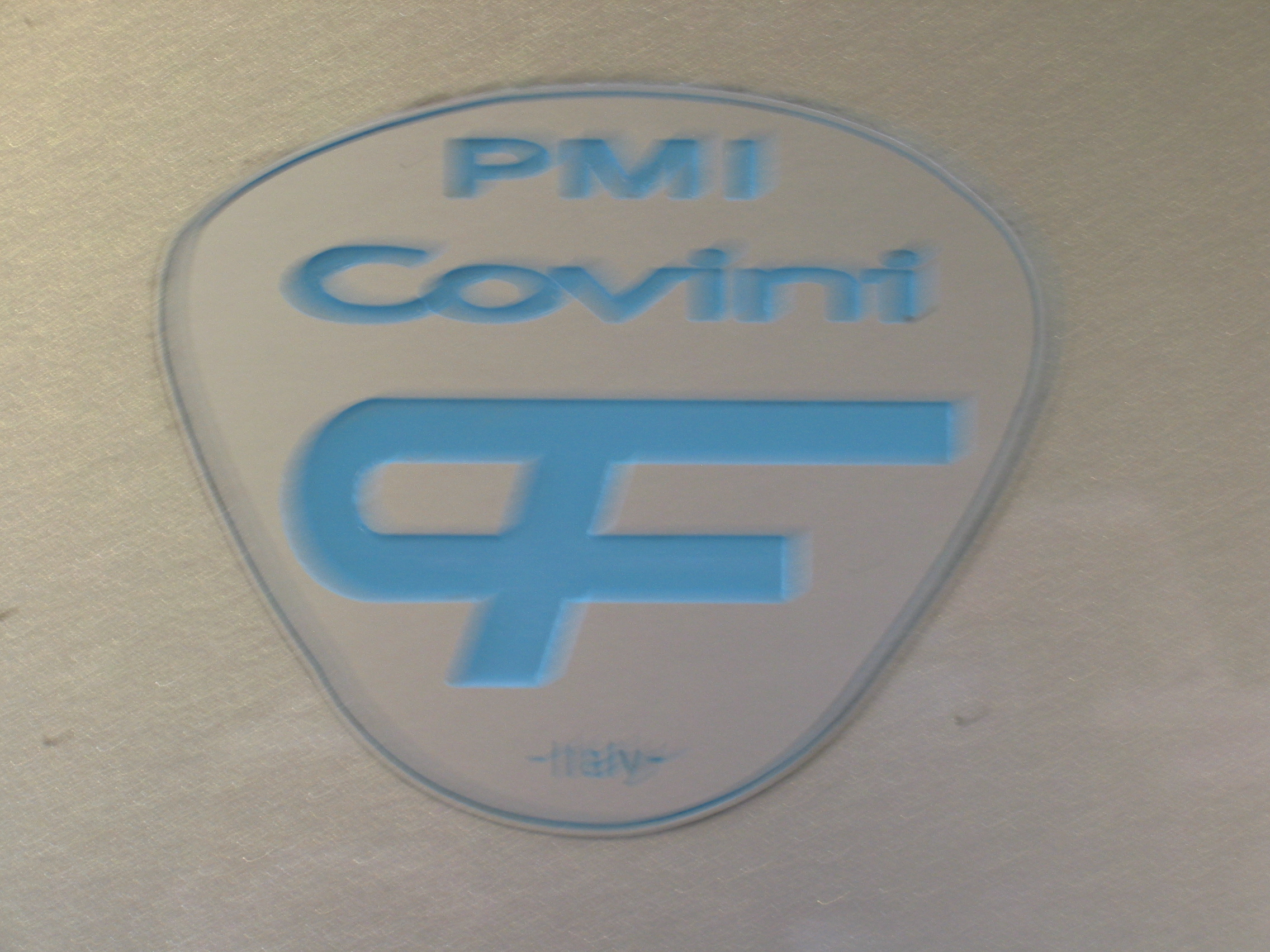
Emblem

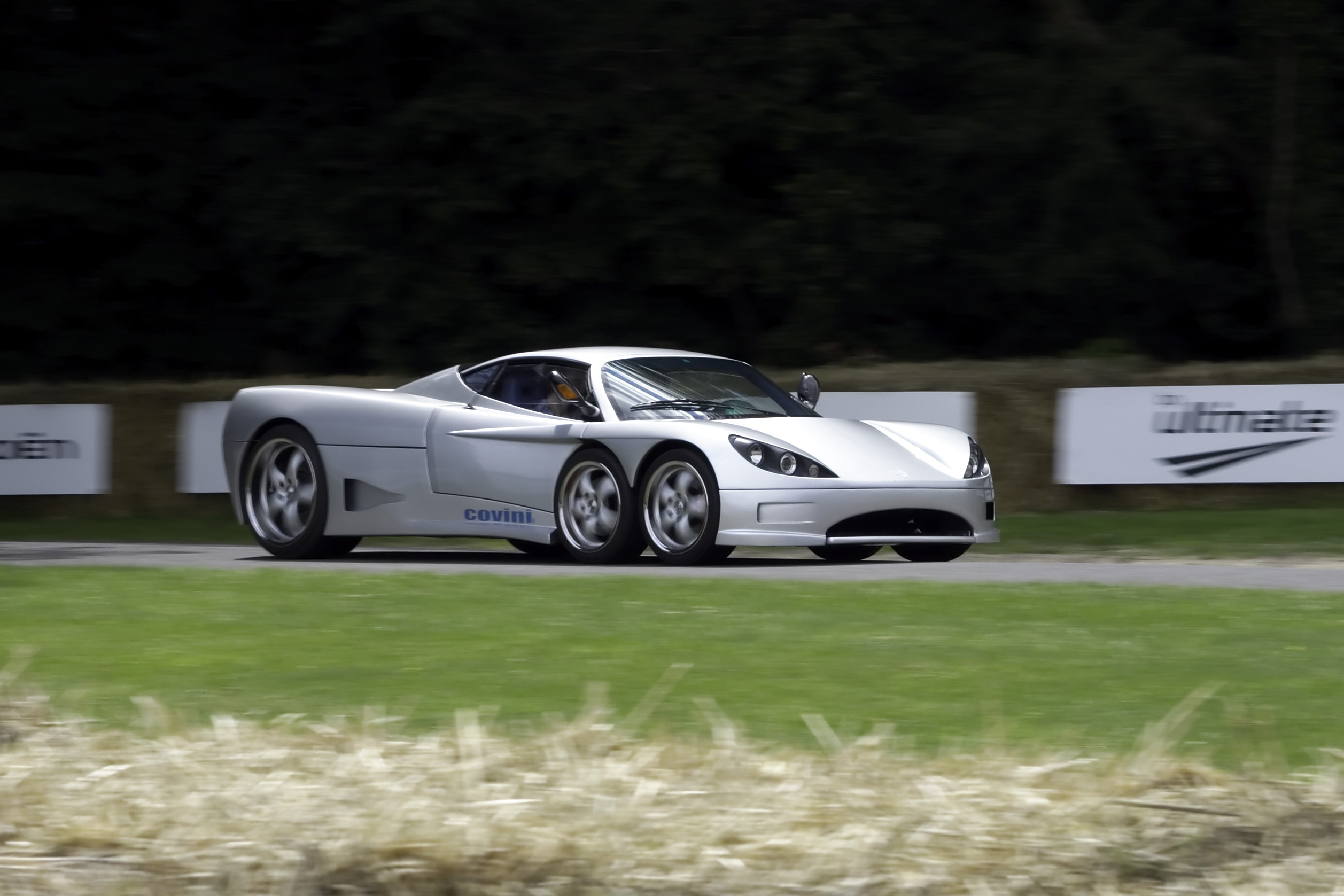
Covini C6W

Covini Engineering ist der Name eines 1978 von Ferruccio Covini in Castel San Giovanni gegründeten Unternehmens. Die Firma beschäftigt sich mit der Entwicklung extravaganter Supersportwagen, wie z. B. dem C6W mit zwei Vorderachsen.
Die wichtigsten vorgestellten Prototypen waren der:
- Covini T44 „Soleado“ (1978)
- Covini T46 „Turboboost“ (1985)
- Covini T40 „Summit“ (1986)
- Covini B24 „Sirio“ (1981), das erste für die normale Straße vorgesehene Fahrzeug mit einem Dieselmotor und einer Höchstgeschwindigkeit von über 200 km/h.
- Covini C36 „Turbotronic“ (1998), ein ebenfalls mit einem Dieselmotor ausgerüsteter Sportwagen, der mehr als 300 km/h erreicht.
- Covini C6W (2005), der erste für die normale Straße vorgesehene Supersportwagen mit zwei Vorderachsen.